# 34-graphe de Thomassen
Le 34-graphe de Thomassen est, en théorie des graphes, un graphe possédant 34 sommets et 52 arêtes.

## Propriétés

### Propriétés générales
Le diamètre du 34-graphe de Thomassen, l'excentricité maximale de ses sommets, est 7, son rayon, l'excentricité minimale de ses sommets, est 7 et sa maille, la longueur de son plus court cycle, est 5. Il s'agit d'un graphe 2-sommet-connexe et d'un graphe 3-arête-connexe, c'est-à-dire qu'il est connexe et que pour le rendre déconnecté il faut le priver au minimum de 2 sommets ou de 3 arêtes.

### Coloration
Le nombre chromatique du 34-graphe de Thomassen est 3. C'est-à-dire qu'il est possible de le colorer avec 3 couleurs de telle façon que deux sommets reliés par une arête soient toujours de couleurs différentes. Ce nombre est minimal.
L'indice chromatique du 34-graphe de Thomassen est 4. Il existe donc une 4-coloration des arêtes du graphe telle que deux arêtes incidentes à un même sommet soient toujours de couleurs différentes. Ce nombre est minimal.

### Propriétés algébriques
Le polynôme caractéristique    de la matrice d'adjacence du 34-graphe de Thomassen est : {\displaystyle (x-1)^{8}(x+2)^{5}(x^{2}-3)^{2}(x^{2}-2x-1)(x^{2}+2x-1)^{2}(x^{3}-2x^{2}-3x+2)(x^{4}-9x^{2}-2x+12)(x^{4}-2x^{3}-7x^{2}+10x+4)}.